# Rosemarie Würth

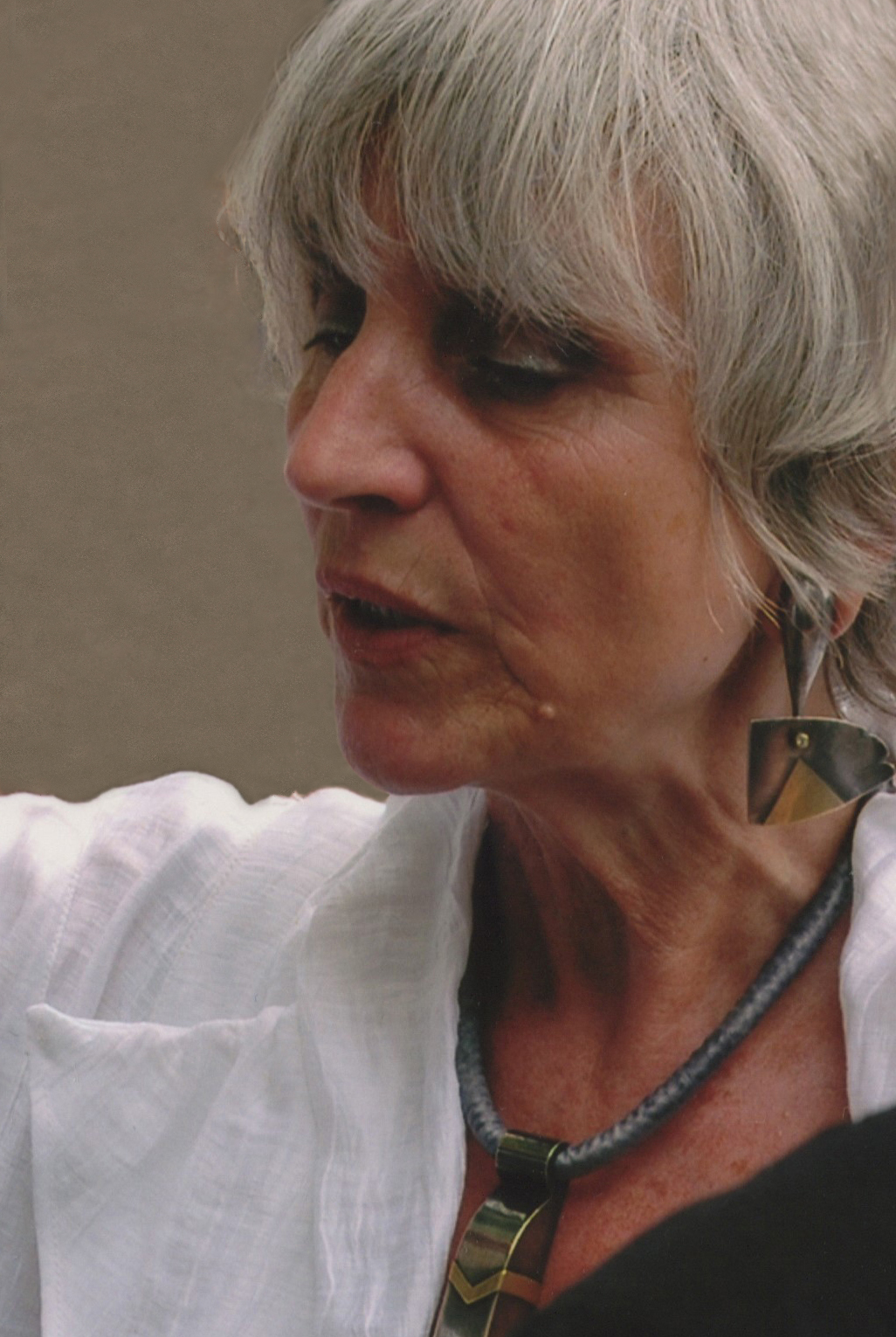
Rosemarie Würth (2008)

Rosemarie Würth (auch: Rosemarie Beuermann-Würth und Rosemarie Bauermann-Würth * 29. Mai 1938 in Stettin) ist eine deutsche Grafikerin, Zeichnerin, Malerin und Lithografin.

## Leben
Geboren wurde Rosemarie Würth 1938 in Stettin. Aus dem Norden flüchtete sie mit ihrer Mutter Hedwig Würth 1944/45 Kreis Straubing und besuchte dort die Volksschule in Bogen. Ihre Kindheit verbrachte  sie ab dem 6. Lebensjahr auf einem Bauernhof. Prägend waren in dieser Zeit Wanderungen mit ihrem Vater, einem Maler und Grafiker, der nach Kriegsende in Niederbayern für ein Grünlandinstitut (Versuchsfelder) botanische Gräser- und Pflanzenzeichnungen anfertigte. Am 19. Juni 1949 wechselte Rosemarie Würth in die Oberrealschule der Ursulinen in Straubing. Im Jahre 1954 wurde ihr Vater nach Hannover versetzt und arbeitete  dort als Gebrauchsgrafiker. In Hannover besuchte Rosemarie Würth für ein Jahr die Sophienschule. Danach studierte sie von 1955 bis 1959 in an der Werkkunstschule Hannover zunächst das Fach Gebrauchsgrafik, das Diplom erhielt sie im Fach Buchgrafik. Mit einem sich daraus ergebenen Stipendium der Gropius-Stiftung konnte Würth im Bereich der „Freien Grafik“ in den Jahren 1959 bis 1961 weitere Studien betreiben, darunter die Fächer Radierung sowie Lithografie bei Gerhard Wendland und Johann Georg Geyger, sowie freie Malerei.
Sie heiratete 1963 den Maler Wilhelm Beuermann und publizierte dann unter ihrem Ehenamen Beuermann-Würth.
Nachdem Rosemarie Würth bereits Ende der 1950er Jahre zunächst gemeinsam mit Reinhard Herrmann für die Schulbuch-Reihe Die Welt der Zahl - Rechenbuch für Volksschulen des Schroedel Verlags zeichnete, arbeitete sie nach ihren Studien von 1963 bis 1977 in freier Mitarbeit als Illustratorin des Schulbuchverlages.

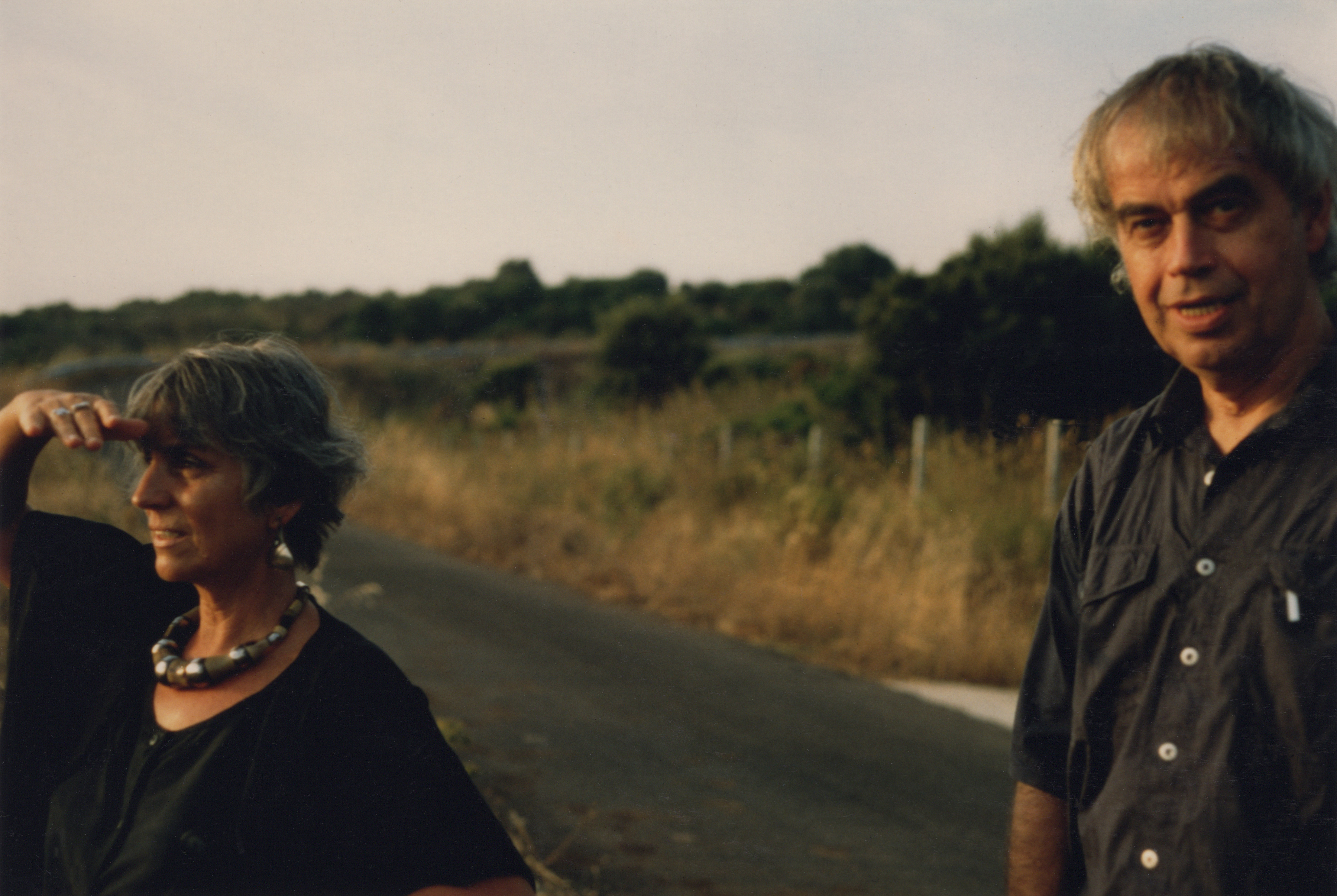
Rosemarie Würth und ihr Ehemann Wilhelm Beuermann (1997)

In der Zeit baute Rosemarie Würth mit ihrem Mann ab 1971 in den Bergen von Ligurien ein altes Bauernhaus aus Natursteinen zu einem weiteren Wohnsitz und Arbeitsort aus. Es folgte ab 2003 der Umzug auf die Insel Sardinien. mit regelmäßigen Arbeitsaufenthalten beider Künstler für weitere Jahre in ihren dortigen Ateliers.
Ab 1977 wirkte Rosemarie Würth ebenfalls als freischaffende Zeichnerin in Hannover. Technisch fokussierte sich die Künstlerin, die in Hannover-Oststadt lebt und arbeitet, auf Blei- und Farbstiftzeichnungen, sowie Radierungen, schuf insbesondere akribisch gezeichnete Stillleben und Landschaften mit der „Liebe zu den Details der Natur“ und „oft monatelang nach demselben Motiv“.

„Blätter, Steine, Früchte, Bäume werden zu Dickichten,

zu Gebirgen mit Tälern, Höhlen und fernen Bergrücken.“

1979 war Rosemarie Würth eine der in Polen ausstellenden Künstler in der ersten zwischen dem Landkreis Hannover und der Stadt polnischen Stadt Olsztyn vereinbarten Kunstausstellungen.
Ab 1979 beschickte Würth mehrfach die Herbstausstellung Niedersächsischer Künstler des Kunstvereins Hannover, so beispielsweise 1981 unter dem Ausstellungs-Titel Wat den een sien Uhl ....
Die hannoverschen bildenden Künstler Max Sauk, János Nádasdy, Ulrike Enders, Wilhelm Beuermann und Rosemarie Würth gründeten die Künstlergruppe „Plasma“ und beschickten in den Jahren von 1980 bis 1989 zahlreiche gemeinschaftliche Ausstellungen im In- und Ausland.
Seit 1977 führten Studienreisen Rosemarie Würth u. a. nach Griechenland, Russland, Irland, Algerien, Ägypten, Persien sowie Mittelasien und Indien. Es entstanden zahlreiche Skizzen und Zeichnungen. Die Vorstellung, für- und von der Kunst leben zu können, nahm hier Gestalt an.
Die mediterrane Landschaft und Flora war für Rosemarie Würth immer wieder eine Quelle der Inspiration. Die Wärme – das Licht, das natürliche Entstehen und das wieder Vergehen erscheinen ständig präsent und sind in dem Mikrokosmos der gezeichneten Arrangements von Rosemarie Würth auf jedem Blatt erlebbar.
Dazu schrieb ihr Mann Wilhelm Beuermann am 6. September 1987:

„Der Tod spielt in ihrer Arbeit eine wichtige Rolle.
                                                               
Die Vergänglichkeit von Schönheit ist ihr durchgängiges Thema.
                                      
Die Hässlichkeit, das Sterben ist latent immer anwesend,
                                                  
als Antipode zum schönen Schein.“

Rosemarie Würth wurde mit ihrem Werk in die Künstlerdatenbank und Nachlassarchiv Niedersachsen aufgenommen.

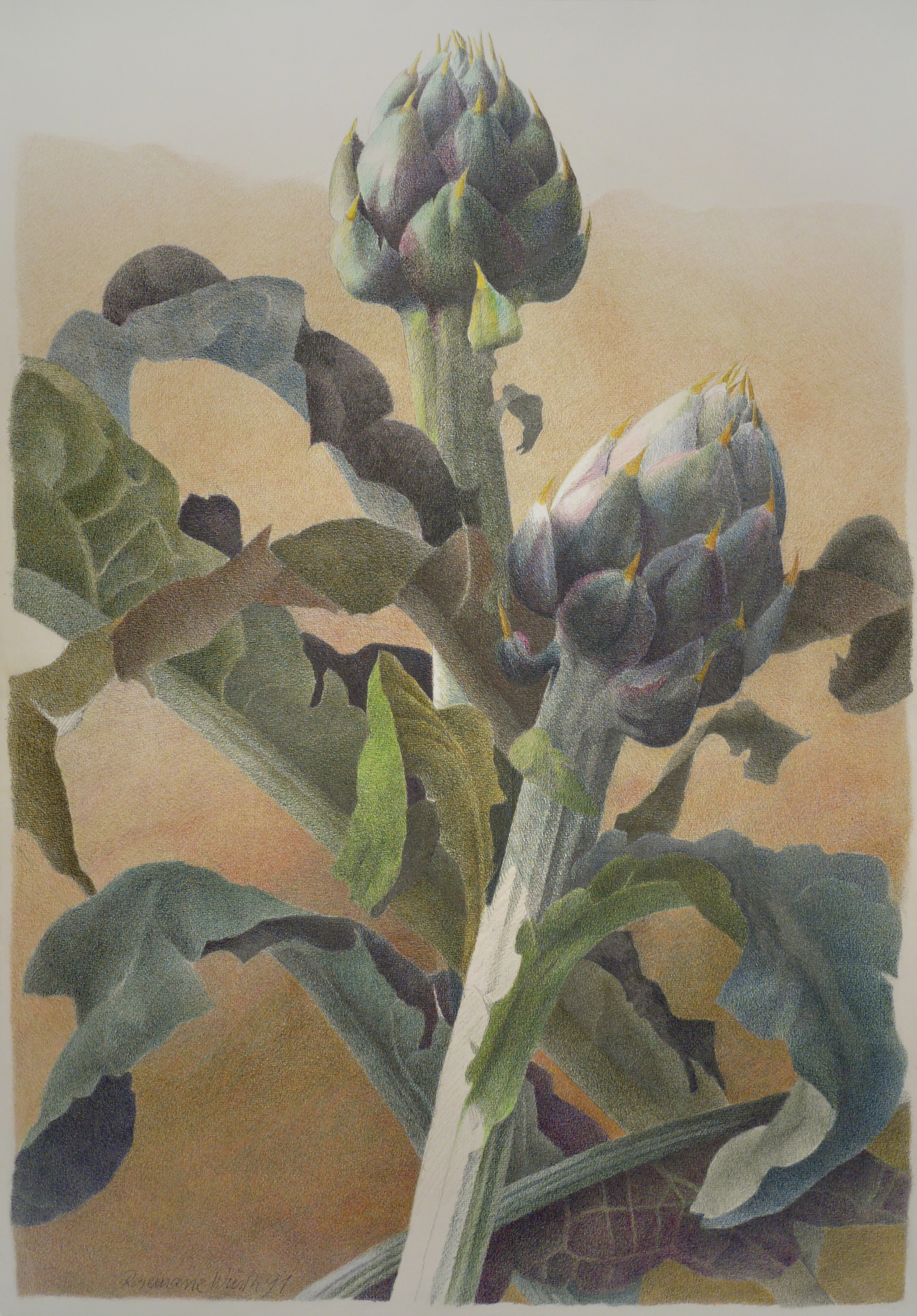
Rosemarie Würth, Feld der Artischocken, 1999, 100 × 70 cm

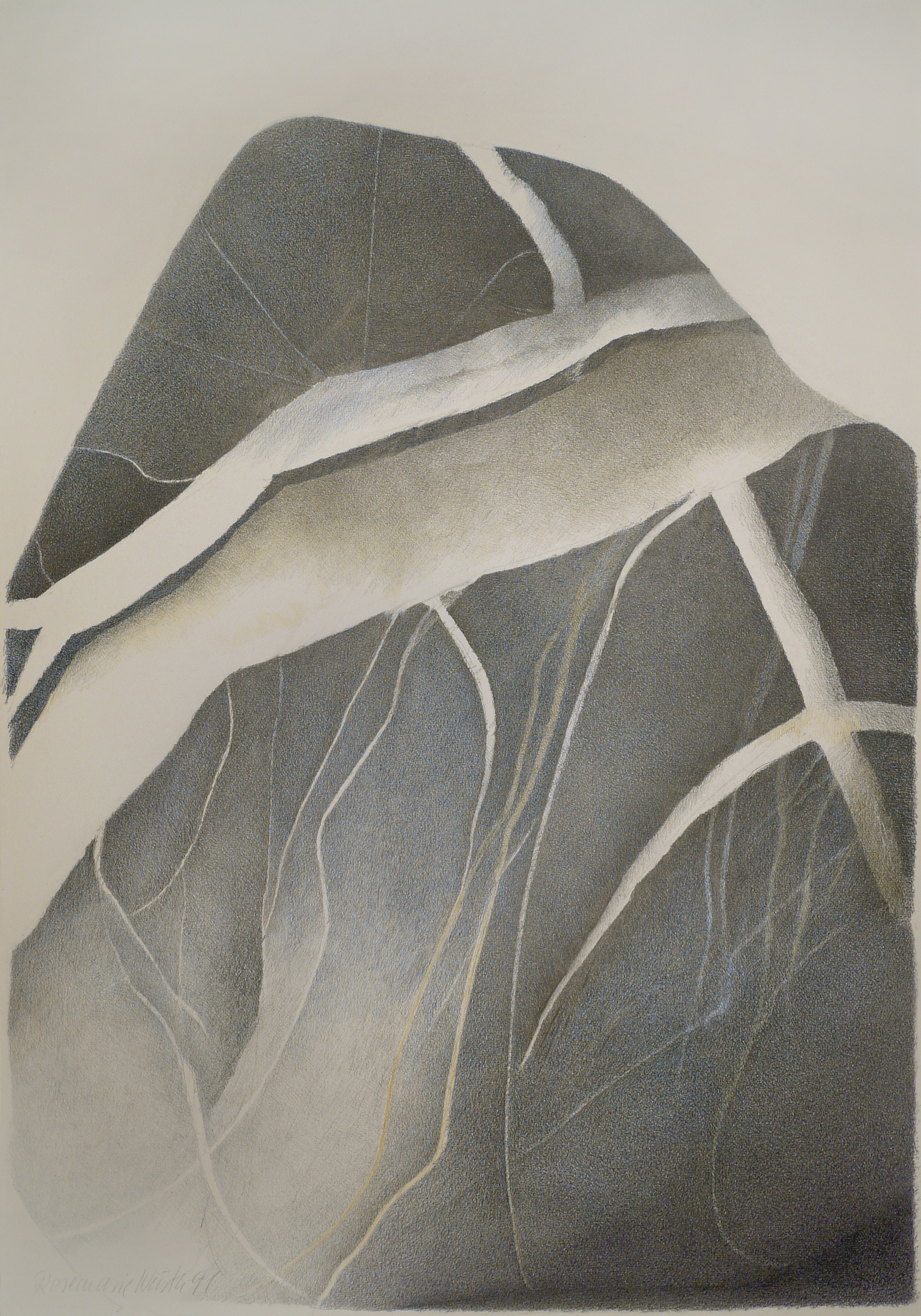
Rosemarie Würth, Gletscherberg, 1991, 100 × 70 cm

## Ausstellungen (Auswahl)
Einzelausstellungen, sowie Gruppenausstellungen (G)
- 1979:
  - Olsztyn, Polen (G)[5]
  - Hannover: Kunstverein Hannover (G)[6]
- 1980:
  - Würzburg, Galerie Villinger
  - Mainz, Galerie Gerlach
- 1981:
  - Frankfurt am Main, Galerie Gessmann
  - Hamburg, Happy Jos Galerie
  - Hannover: Kunstverein (G)[7]
- 1982: Mannheim, Galerie Herzog
- 1983: Meiborssen, Galerie des Steintor-Verlages
- 1984: Hannover, Galerie Artforum
- 1986:
  - Ladenburg, Galerie Herzog
  - Grenchen/Schweiz, Galerie Brechbühl
  - Würzburg, Galerie Villinger
  - Hannover: Biennale 86 hannoverscher Künstler, Bund Bildender Künstler Hannover (G)[8]
- 1987:
  - Hannover, Galerie Artforum
  - Darmstadt, Bilderkabinett
- 1988: Stuttgart, Förderkreis Kunst
- 1990:
  - Hannover, Galerie Artforum
  - Grenchen/Schweiz, Galerie Brechbühl
- 1994:
  - Hameln, Arche
  - Hannover, Galerie Artforum
- 2000: Zeichnungen, Kunstverein Imago, Wedemark
- 2004: Atelier Berger, Delmenhorst
- 2011: Von der Transzendenz der Natur, Zeichnungen, Galerie E-Damm 13, Hannover
- 2015: Neues aus hannoverschen Ateliers - Grün, Eisfabrik, Hannover (G)
- 2019:
  - Farbstiftzeichnungen, plathner 27 - Galerie für Kunst und Objekt, Hannover
  - Zeichnungen, Ausstellungsforum in der Eisfabrik, Hannover (G)
- 2020: Zeitensprung, Kunstverein Imago Wedemark

## Werke (Auswahl)

### Illustrationen
- Wilhelm Oehl, Bernhard Schreiber: Die Welt der Zahl - Rechenbuch für Volksschulen. Die Bildseiten zeichnete Reinhard Herrmann, die Arbeitsseiten Rosemarie Würth. Hannover; Berlin; Darmstadt; Dortmund: Schroedel Verlag
- Erhard Richter, Karl Rehrmann: Werken und Schule (= Pädagogische Bücherei, Bd. 25), mit Zeichnungen von Rosemarie Würth, Berlin; Hannover; Darmstadt: Schroedel Verlag, 1961
- Mein Sprachbuch, Lehrer-Ausgabe für das 4. Schuljahr, mit Text-Illustrationen von Rosemarie Beuermann-Würth, Hannover; Darmstadt: Schroedel, [1968]
- Mechtild Effenberger-Schürmann (Bearb.), Herbert Kaltofen et al. (Mitarb.): Stadtentwässerung Hannover, Pläne und graphische Darstellungen von Rosemarie Beuermann-Würth und Helmuth Poppe, Hannover: LHH, 1968
- Klaus-Dieter Brunotte: Rückzug. Gedichte, mit Zeichnungen von Rosemarie Würth, Hannover: Hägewiesenverlag, 1983
- Rosemarie Würth. Farb- und Bleistiftzeichnungen, Radierungen, 1982 - 1984, Hannover: Galerie Artforum Hannover, [o. D., 1984?]
- Rosemarie Würth. Farb- und Bleistiftzeichnungen, Radierungen. 1985-1989 / 14 Haiku und andere Gedichte von Hans-Joachim Haecker, 1989